# Нейссер Бент
Нейссер Бент (ісп. Neisser Bent, 7 серпня 1976) — кубинський плавець.
Призер Олімпійських Ігор 1996 року, учасник 2000 року.
Чемпіон світу з плавання на короткій воді 1997 року.
Переможець літньої Універсіади 1997 року.